# Хальбхерр, Федерико
Федери́ко Хальбхе́рр (итал. Federico Halbherr, 15 февраля, 1857, Роверето — 17 июля 1930, Рим) — итальянский археолог, специалист по эпиграфике.

## Биография
Происходит из семьи, предки которой переселились в Трентино из Швейцарии.
Хальбхерр был руководителем ряда археологических экспедиций на Крите. С 1885 года проводил раскопки в «Пещере пастушек» (Spiliara tis Voskopoulas) на плоскогорье Ниды. К 1983 году эта экспедиция стала постоянной благодаря греческим археологам Янису и Эфи Сакеларакисам.

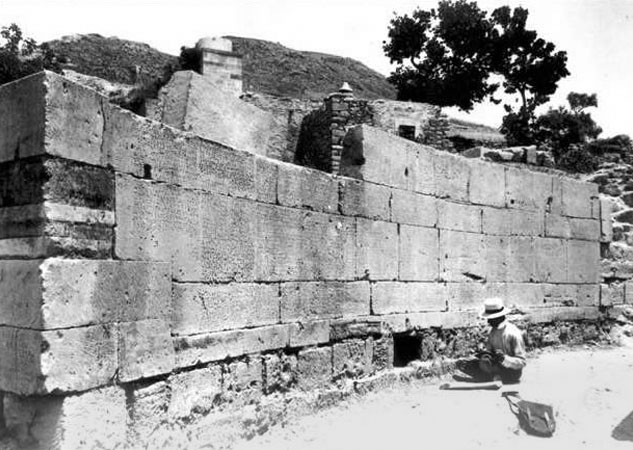
Федерико Хальбхерр изучает «Гортинские законы» (снимок сделан не позднее 1900 года)

В 1884 году Хальбхерр и Эрнст Фабрициус обнаружили в Гортине 42 каменных блока, исписанных знаками. Общее число знаков — порядка 17 тысяч. На сегодня из этих блоков удалось составить 12 полных таблиц, известных как «Гортинские законы». Памятник датируется концом VII — началом VI в. до н. э.
В 1900 году во главе итальянской археологической экспедиции Хальбхерр приступил к раскопкам в Фесте, одновременно с началом экспедиции Артура Эванса в Кноссе, на исследовании Кносского дворца. Одно из самых известных открытий экспедиции Хальбхерра — Фестский диск.
Федерико Хальбхерр также проводил раскопки в Агия-Триаде, где сегодня установлен барельеф в его честь.
К концу XIX столетия Хальбхерр заинтересовался древней Ливией, в частности античной Киренаикой. Он предпринял попытку организовать раскопки в Кирене, но потерпел неудачу. В 1909 году разрешение было выдано американской экспедиции:

«Наша экспедиция с археологической точки зрения была бессмысленной […]. Научный интерес могли представлять только статьи и исследования, посвящённые Кирене. Всё остальное не стоило затраченных усилий» (il resto non vale la pena).

## Публикации
Federico Halbherr: Researches in Crete. III. — The Præsian Peninsula. In: The Antiquary 25, 1892, 153 ff.